# Francis Palgrave
Sir Francis Palgrave, né Francis Ephraim Cohen, né en 1788 et mort en 1861, est un historien britannique, auteur d'une Histoire de l'Angleterre, dont le premier volume, History of the Anglo-Saxons paraît en 1831. Le premier tome de son œuvre majeure, The History of Normandy and of England, en quatre volumes, date de 1851. Les deux derniers sont posthumes.

## Années de jeunesse
Né à Londres, il est le fils de Meyer Cohen, courtier, et de Rachel Levien Cohen. D'abord inscrit comme commis (Clerk) dans une étude d'avoués (solicitors londoniens, il y devient premier clerc (Chief Clerk) et y travaille en cette qualité jusqu'en 1822. Son père est ruiné en 1810 et Francis, en sa qualité d'aîné, se trouve dans l'obligation de subvenir aux besoins de ses parents. Aux alentours de 1814, il commence à collaborer à la Edinburgh Review. Quelques années plus tard, en 1819, il fait la connaissance du banquier Dawson Turner et de sa fille Elizabeth, s'offrant à corriger les épreuves d'un ouvrage écrit par Turner. Francis Cohen est reçu en 1821 comme membre de la Royal Society, recommandé entre autres par Turner. Cette même année, avant d'épouser Elizabeth, la fille du banquier, Francis Cohen se convertit à la religion anglicane.
À cette époque aussi, il change son patronyme en Palgrave, nom de jeune fille de sa mère, modification peut-être exigée lors du mariage avec Elizabeth. Il reste un doute à ce sujet, mais c'est bien Turner qui a payé les frais relatifs à la licence royale nécessaire, et a déposé 3000 livres en faveur du jeune couple.

## Carrière
Après avoir longtemps travaillé comme solliciteur, Palgrave rejoint le barreau en 1827 en tant que barrister. Cependant, c'est surtout à ses travaux aux Archives nationales, l'organisme aujourd'hui appelé Public Record Office, et aussi à ses nombreuses publications qu'il doit sa notoriété. Il est responsable de la fondation d'un organisme moderne gérant les archives du pays et devient le sous-directeur de ce qui s'appelle encore HM Public Records, poste qu'il occupe jusqu'à sa mort. De plus, c'est lui qui a l'idée de publier les archives nationales, si bien que de 1827 à 1837, il supervise la parution de divers volumes concernant surtout le Moyen Âge. Les deux derniers volumes de son Histoire de l'Angleterre ont été publiés à titre posthume.
Il est anobli par la Reine en 1832.

## Descendance
Palgrave a eu quatre fils qui tous se sont distingués dans leur domaine respectif. Les deux aînés sont aujourd'hui les plus célèbres de la fratrie.
1. Francis Turner Palgrave (1824-1897), poète, auteur d'anthologies, éducateur, éditeur de Golden Treasury of English Songs and Lyrics, connu sous le nom de Palgrave's Golden Treasury.
2. William Gifford Palgrave (1826-1888 Montevideo, Uruguay), prêtre et missionnaire jésuite, diplomate, anthropologue voyageur.
3. Sir Inglis Palgrave ou Robert Harry Inglis Palgrave (1827-1919), économiste, anobli en 1909, auteur de Palgrave's Dictionary of Political Economy, éditeur de Palgrave's collected historical works. Il épouse Sarah Maria Brightwen en 1859, fille de George Brightwen.
4. Sir Reginald Palgrave, KCB,  ou Reginald Francis Douce Palgrave (1829-1904), épouse en 1857 Grace Battley, fille de Richard Battley, secrétaire à la Chambre des communes de 1886 à 1902. Il est élevé à la dignité de l'Ordre du Bain en 1892.

## Œuvres
- A History of the Anglo-Saxons (1831).
- A History of England (1831).
- The Rise and Progress of the English Commonwealth, John Murray, 1832.
- An Essay on the Original Authority of the King's Council, imprimé sur ordre de Sa Majesté le Roi William IV, sous la direction des Commissaires des Archives publiques du royaume, 144 pages, 1834.
- Truths and Fictions of the Middle Ages: the Merchant and the Friar, J. W. Parker, 408 pages, 1837.
- The History of Normandy and England, quatre volumes, John W. Parker and Son, 1851-1864.
- The Collected historical works of Sir Francis Palgrave, édité par son fils Sir R. H. Inglis Palgrave et par Geoffrey Palgrave Barker, The University press, 1919.

Francis Cohen Palgrave (Auteur) 